# Rejon Dżumgał
Rejon Dżumgał (kirg. Жумгал району; ros. Жумгальский район) – rejon w Kirgistanie w obwodzie naryńskim. W 2009 roku liczył 40 718 mieszkańców (z czego 50,9% stanowili mężczyźni) i obejmował 8049 gospodarstw domowych. Siedzibą administracyjną rejonu jest Czajek.